# Carl Paul Caspari
Carl Paul Caspari (Dessau, 8 febbraio 1814 – Christiania, 11 aprile 1892) è stato uno storico, saggista e docente norvegese.
Di origine ebraica, si convertì al cristianesimo (neoluteranesimo), battezzandosi nel 1838. Allievo di Heinrich Leberecht Fleischer, si dedicò dal 1857 alla storia delle religioni. È ricordato soprattutto per le sue esegesi dell'Antico Testamento.

## Biografia
Dal 1834 al 1838 studia a Lipsia, dove acquisisce una conoscenza della lingua araba e persiana. Nel 1842 si laurea in Filosofia e nel 1847 accetta l'incarico presso l'Università di Oslo (allora chiamata Christiania) dove rimarrà per il resto della sua vita, declinando offerte delle università di Rostock nel 1850, di Dorpat nel 1856 e di Erlangen nel 1857 e nel 1867. La sua abilità linguistica gli permette di padroneggiare velocemente la lingua norvegese, in modo da iniziare le lezioni dopo meno di un anno. 
Professore ordinario dal 1857, nel corso della sua carriera universitaria lavora ad esegesi di numerosi libri del Vecchio e del Nuovo Testamento e scrive trattati introduttivi del Vecchio Testamento. Le sue lezioni sono stimolanti ed approfondite e testimoniano una viva fede cristiana. Seguace di Hengstenberg rimarrà fino alla fine un avversario della moderna critica biblica.
Caspari intraprende inoltre un'attenta indagine sulle questioni connesse alla formula battesimale ed alla sua storia e sull'argomento pubblica una lunga serie di articoli e saggi, la maggior parte dei quali in lingua norvegese. 
Sotto gli auspici della Società Biblica Norvegese di cui è diventato membro del direttivo, Caspari collabora ad una nuova traduzione del Vecchio Testamento, completata il 26 maggio 1891, per il settantacinquesimo anniversario della Società. Al momento della sua morte stava lavorando alla traduzione del Nuovo Testamento.
Suo figlio Theodor Caspari è stato un critico letterario.

## Opere
- Grammatica Arabica (2 parti, Leipzig, 1844–48; 5ª ed. tedesca, a cura di August Müller, Halle, 1887; ed. ingl., a cura di William Wright, London, 1859–62, 1874–75; a cura di W. Robertson Smith and M. J. de Goeje, Cambridge, 1896–98). Su di essa si è basata anche il Complemento della morfologia e sintassi, II volume della Grammatica teorico-pratica della lingua araba di L. Veccia Vaglieri, Roma, Istituto per l'Oriente, ultima ristampa 1992
- Beiträge zur Einleitung in das Buch Jesaia, Berlin 1848
- Über den syrisch-ephraimitischen Krieg unter Jotham und Ahas, Kristiania 1849
- Über Micha und seine prophetische Schrift , Kristiania 1852
- Zur Einführung in das Buch Daniel, Leipzig 1869
- Quellen zur Geschichte des Taufsymbols und der Glaubensregel, Kristiania 1866-69, 2 Bde.
- Quellen zur Geschichte des Taufsymbols, Kristiania 1875
- Alte und neue Quellen zur Geschichte des Taufsymbols und der Glaubensregel, Kristiania 1879
- Kirchenhistorische Anecdota nebst neuen Ausgaben patristischer und kirchlich-mittelalterlicher Schriften , Kristiania 1883
- Eine Augustin fälschlich beigelegte Homilia de sacrilegiis, 1886
- Briefe, Abhandlungen und Predigten aus den zwei letzten Jahrhunderten des kirchlichen Alterthums und dem Anfang des Mittelalters, 1891
- Das Buch Hiob in Hieronymus's Uebersetzung, Kristiania, 1893
- Der Glaube an der Trinität Gottes in der Kirche des ersten christlichen Jahrhunderts nachgewiesen, Leipzig 1894
- Den aeldste kirkeordning overaat og oplyst, 1894.